# Euphthiracarus paravesciculus
Euphthiracarus paravesciculus är en kvalsterart som beskrevs av Wojciech Niedbała 2004. Euphthiracarus paravesciculus ingår i släktet Euphthiracarus och familjen Euphthiracaridae. Inga underarter finns listade i Catalogue of Life.